# Marcus Jones (homme politique)
Marcus Charles Jones (né le 5 avril 1974) est un homme politique du Parti conservateur, député pour Nuneaton de 2010 à 2024. Auparavant, il est chef du Nuneaton and Bedworth Borough Council.

## Début de carrière
Marcus Jones est né à Nuneaton le 5 avril 1974 et vit dans la ville toute sa vie. Il grandit dans la banlieue de Whitestone et fait ses études à l'école catholique St Thomas More et au King Edward VI College. Avant de devenir député, il travaille comme gestionnaire de transfert chez Tustain Jones & Co., avocats à Coventry et Nuneaton.

## Gouvernement local
Jones se présente en vain comme candidat conservateur dans le quartier Wem Brook de Nuneaton et Bedworth en 2002 et 2004, avant d'être élu dans le quartier Whitestone en 2005. Il est chef de groupe conservateur de 2006 à 2009. En 2008, Marcus devient le premier chef conservateur de Nuneaton et Bedworth, en 34 ans d'histoire. Il est chef du conseil et également titulaire du portefeuille du Conseil pour les finances et les affaires civiques de 2006 à 2009, avant de se retirer pour se concentrer sur sa campagne parlementaire. Jones se retire avant les élections locales de mai 2010 et les conservateurs conservent son siège, bien qu'ils aient perdu le contrôle du Conseil.

## Chambre des communes
Marcus Jones est élu pour la première fois à la Chambre des communes en 2010, en tant que député de Nuneaton avec une majorité de 2 069 voix . Sa victoire renverse une majorité travailliste théorique de 3850 voix et, par conséquent, il devient le premier député conservateur de la ville depuis 1992.
En tant que député, Jones fait campagne pour une remise PFI, et est membre de la campagne de remise PFI de plus de 80 députés, des trois principaux partis, qui réclament des économies sur PFI
Aux élections générales de 2015, Nuneaton est une cible du Labour mais Jones remporte le siège pour la deuxième fois.
En mai 2015, Marcus Jones est sous-secrétaire d'État parlementaire aux Communautés et aux Gouvernements locaux.
Il est réélu aux élections générales de 2017 et lors du remaniement gouvernemental de janvier 2018, Jones quitte le gouvernement après avoir été nommé vice-président du Parti conservateur, responsable des collectivités locales.
Marcus Jones vit avec son épouse Suzanne et a deux enfants, Oliver et Martha.